# Dasypoda longigena
Dasypoda longigena is een vliesvleugelig insect uit de familie Melittidae. De wetenschappelijke naam van de soort is voor het eerst geldig gepubliceerd in 1890 door Schletterer.